# Lutomiersk
Lutomiersk è un comune rurale polacco del distretto di Pabianice, nel voivodato di Łódź.
Ricopre una superficie di 133,87 km² e nel 2004 contava 7 015 abitanti.